# バーデン郡 (オーストリア)

バーデン郡
Bezirk Baden

バーデン郡（バーデンぐん、標準独: Bezirk Baden, 巴：Bezirk Bådn / Bezirk Bodn（ボートゥン郡））は、オーストリアのニーダーエスターライヒ州にある郡（Bezirk; 行政管区とも訳される）。郡庁所在地はバーデン・バイ・ウィーン。

## 地勢
ニーダーエスターライヒ州南東部のインドゥストリー地方（Industrieviertel; インドゥストリーフィアテル）に位置する。南でヴィーナー・ノイシュタット＝ラント郡と、西でリリエンフェルト郡と、北西でザンクト・ペルテン＝ラント郡と、北でヴィーン＝ウムゲーブング郡およびメートリング郡と、北東でブルック・アン・デア・ライタ郡と、南東でブルゲンラント州のアイゼンシュタット＝ウムゲーブング郡と接している。
地形的には、ウィーン盆地に含まれる東部とウィーンの森に含まれる西部の二つに分けられる。郡内を通る主な川に、ドナウ川の支流であるシュヴェヒャート川（Schwechat）やその支流であるトリースティング川（Triesting）がある。

## 市町村
バーデン郡には以下の30の市町村（Gemeinde; ゲマインデ）がある。このうちバーデン・バイ・ウィーン、バート・フェスラウ、ベルンドルフ (ニーダーエスターライヒ州)、エブライヒスドルフ、トライスキルヒェンの5自治体が市（Stadt）に、18自治体が町（Marktgemeinde; 市場町）に指定されている。
- アルラント Alland （町）

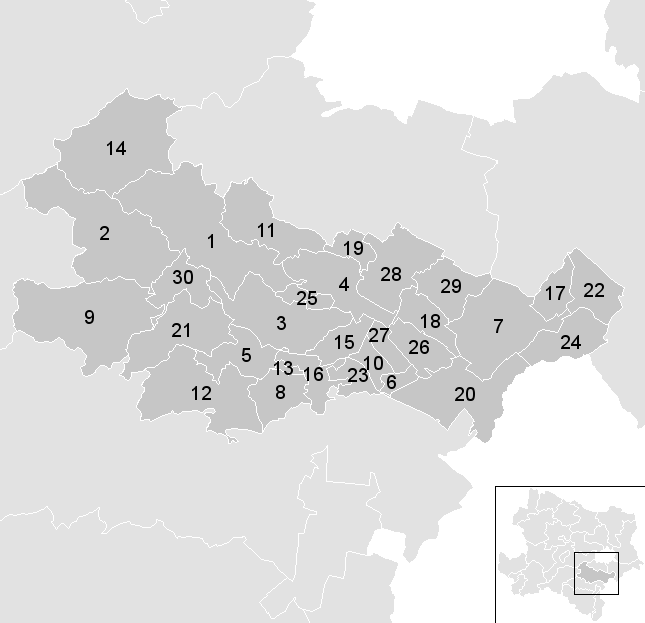
バーデン郡各自治体の位置

- アルテンマルクト・アン・デア・トリースティング Altenmarkt an der Triesting （町）
- バーデン・バイ・ウィーン Baden bei Wien （市）
- バート・フェスラウ Bad Vöslau （市）
- ベルンドルフ Berndorf （市）
- ブルーマウ＝ノイリスホフ Blumau-Neurißhof
- エブライヒスドルフ Ebreichsdorf （市）
- エンツェスフェルト＝リンダブルン Enzesfeld-Lindabrunn （町）
- フルト・アン・デア・トリースティング Furth an der Triesting
- ギュンゼルスドルフ Günselsdorf （町）
- ハイリゲンクロイツ Heiligenkreuz
- ヘルンシュタイン Hernstein （町）
- ヒルテンベルク Hirtenberg （町）
- クラウゼン＝レオポルツドルフ Klausen-Leopoldsdorf
- コッティングブルン Kottingbrunn （町）
- レオベルスドルフ Leobersdorf （町）
- ミッテルンドルフ・アン・デア・フィッシャ Mitterndorf an der Fischa
- オーバーヴァルタースドルフ Oberwaltersdorf （町）
- プファッフシュテッテン Pfaffstätten （町）
- ポッテンドルフ Pottendorf （町）
- ポッテンシュタイン Pottenstein （町）
- ライゼンベルク Reisenberg （町）
- シェーナウ・アン・デア・トリースティング Schönau an der Triesting
- ザイベルスドルフ Seibersdorf （町）
- ゾース Sooß （町）
- タッテンドルフ Tattendorf
- テースドルフ Teesdorf （町）
- トライスキルヒェン Traiskirchen （市）
- トルマウ Trumau （町）
- ヴァイセンバッハ・アン・デア・トリースティング Weißenbach an der Triesting （町）